# Chris Hunter (Künstler)
Chris Hunter (* 1983 in Chur) ist ein Schweizer Künstler, Kurator, Kunstvermittler und Performer.

## Werdegang
Chris Hunter wuchs in Flims (Graubünden) auf. Von 2005 bis 2008 studierte er an der Pädagogischen Hochschule Graubünden mit dem Abschluss zum Bachelor of Arts PH in Primary Education. Seit 2008 gestaltet und baut er Bühnenbilder, zu Beginn für das Theater Chur. 2011 initiierte er mit Corsin Zarn und Roman Weishaupt das Junge Theater Graubünden, ein Förderungsprojekt für jugendliche Schauspielamateure in allen drei Bündner Sprachregionen, und wurde Vorstandsmitglied des Jungen Theaters Chur. Er gestaltete 2017 in Graubünden als Künstler den Abfallsack der Gemeinde Films. Mit dem Gewinn eines Kunst-am-Bau-Wettbewerbs verbunden war die Installation seiner Arbeit Ahnung im Erweiterungsbau MMK Bündner Kantonsschule.
Sein Kunststudium führte ihn nach Basel, wo er an der HGK Basel, 2013 den Bachelor of Arts in Fine Arts studierte und den Master von 2017 bis 2019 anschloss. Er war Gründungsmitglied und Mitorganisator des Künstlerinnen und Kuratorinnenkollektivs Dr. Kuckucks Labrador, das seit 2012 über 20 Ausstellungsprojekte realisierte. Er arbeitete bei Produktionen mit den Künstlerinnengruppen Les Reines Prochaines und Evi, Nic & C und bezeichnet sich auch auf seinem Instagram-Account als Künstlerin*.
Er arbeitet als Multimedia-Künstler mit Performance, Video, Objektkunst, Installation, Fotografie, oft mit einer aktualisierten Idee von Ready Made/object trouvè und ironisch humorvollen Transformationen von Alltagsgegenständen und Stilen. In einer Publikation zu seiner Arbeit die in der Reihe Kunst in der Südostschweiz in Zusammenarbeit mit dem Bündner Kunstmuseum erscheint, wird über seine Werke gesagt: «Er versteht es die Werke so zu inszenieren, dass die Betrachtenden den Spuren, die den Objekten eingeschrieben sind, folgen und öffnet uns die Augen für Aspekte des Lebens, die wir in einer reizüberfluteten Umwelt nicht mehr herauszufiltern vermögen.»

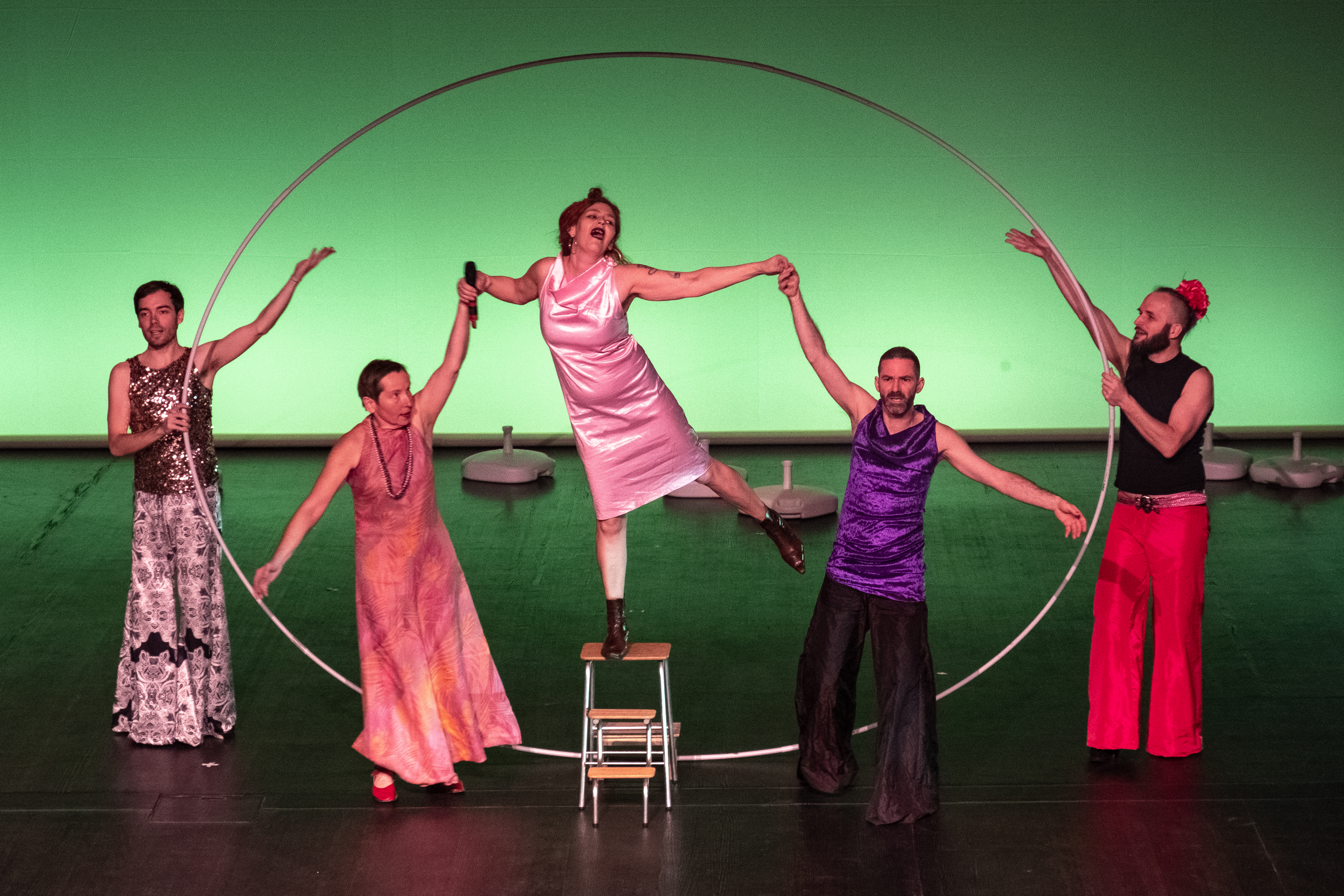
Fränzi Madörin mit Chris Hunter, Chris Regn, Marcel Schwald und Lukas Acton während der Show «Let’s sing Arbeiterin*» von Les Reines Prochaines & Freund*innen fotografiert von Nicole Boillat

Er lebt in Basel und Flims.

## Preise und Förderungen
- 2012: Förderpreis der Stadt Chur
- 2013: Atelierstipendium Paris, Visarte Graubünden
- 2014: Kunstkredit Basel, Freies Kunstprojekt, Display
- 2016: Atelierstipendium NAIRS, Zentrum für Gegenwartskunst, Engadin
- 2016: Zuwendung Kulturfonds, BAK
- 2017: Somedia-Kunstpreis
- 2017: Förderpreis des Kanton Graubünden
- 2017: Somedia Kunstpreis[8]
- 2019: Atelierstipendium SSK, Buenos Aires
- 2020: Atelierstipendium Städtekonferenz Kultur, SSK, Buenos Aires[9]
- 2022: Residency Kunstdepot Göschenen, mit Chris Regn
- 2022: Basler Kulturpreis, Les Reines Prochaines and Friends, mit Fränzi Madörin, Muda Mathis und Sus Zwick, Chris Regn, Marcel Schwald, Sibylle Aeberli, Sibylle Hauert, David Kerman, Lukas Acton, Dorothea Schürch, Chris Hunter und Michèle Fuchs[10] 
Ankäufe durch den Kanton Graubünden, Museum Alpin Pontresina und die Stadt Chur

## Bühnenbild und Ausstattung
- 2008: Leonce und Lena, Theater Chur
- 2009: My Werther, Theater Chur
- 2010: Glückliche Inseln, Theater Chur
- 2011: Medea, Werkstatt Chur
- 2012: Parzivals Projekt, Chur / Ilanz
- 2014: Odissea, Ilanz
- 2016: Hotel Victoria, St. Moritz / Chur
- 2017: Videoproduktionen neue Dauerausstellung, MfK Bern, VIA Studios Basel
- 2019: Soras, Hotel Waldhaus, Sils Maria

## Öffentlicher Raum
- 2015: Erasmus to go – mit Fussnoten von Hans-Peter Litscher, Schaufensterführung im Mathäusquartier Basel
- 2017: Gestaltung Gebührensack der Gemeinde Flims
- 2017: Erweiterungsbau MMK Bündner Kantonsschule[11]
- 2020: Kunstwege Pontresina[12]
- 2021: let’s talk about, Kunst am Bau, Kantonsschule Olten[13]

## Ausstellungen

### Einzelausstellungen
- 2012: SOMMERhauptQUARTIER, Stadtgalerie Chur
- 2013: Galerie editionZ, Chur
- 2015: hide and bite, Schwarzwaldhalle Basel
- 2015: the landed - the landless, Allgemeiner Konsumverein Braunschweig (D)
- 2016: Panorama, Kunstzeughaus Rapperswil
- 2018: Im Sinne von Readymades, meine Familie im Kaskadenkondensator Basel[14]
- 2019: Amore Roma, Dienstraum Kunstmuseum Olten[15]

### Gruppenausstellungen
- 2009: Werkstart, Chur
- 2011: Georgien von fern sehen, Chur
- 2011: AQUA SANA zeigt wieder, Chur
- 2011: Fernwärme #1 & #2, Chur
- 2011: Regionale 12, Palazzo, Liestal
- 2012: Landunter I, filter 4, Basel
- 2012: fame & fama[16], Theaterplatz, Chur
- 2012: Surb und Tal, Surbtal Aargau
- 2012: Fremdschläfer, Schaan (LI)
- 2012: SOMMERhauptQUARTIER, Chur
- 2012: 1+1=1, KASKO, Basel
- 2012: Kunst Schwyz, Jahresausstellung, Rothenturm
- 2012: Regionale 13, L6, Freiburg i.B. (DE)
- 2012: Regionale 13, Kunsthalle Palazzo, Liestal
- 2012: Galerie Jäger von Zoest, Liste 17 - The Young Art Fair, Basel
- 2013: Tombola, Kabinett der Visionäre, Chur
- 2013: Nominierung Stipendium Vordemberge Gildewart, Kunstmuseum Lichtenstein
- 2013: BA Diplomausstellung, Messe Basel
- 2014: Das Ohr an der Tür, Ausstellungsraum Klingental, Basel
- 2014: Kunststücke ins Licht getaucht, DOCK, Basel
- 2015: Tina Z'Rotz, Videoabend, Nidwaldner Museum, Stans
- 2015 Hide and bite, Kunstraum Schwarzwaldallee[17], Basel[18]
- 2015 Introducing #2, Une soirée de projection de vidéos, Cité International des Arts, Paris (F)
- 2015 Angesehen, Gesichter einer Stadt, Basler Münster
- 2015 Videoförmig, KASKO, Basel
- 2015 Regionale 16, In between, T66 Kulturwerk, Freiburg (D)
- 2015 Regionale 16, We are nowhere but here, Kunsthaus L6, Freiburg (D)
- 2016 LISTE TOTAL, Dr. Kuckucks Labrador, Liste Art Fair, Basel
- 2016 Phil Hayes, Places of interest, Theaterspektakerl Zürich / Centre culturel suisse Paris
- 2016 Totentanz, eingeladen von Steiner/Lenzlinger, Herbstmesse Basel
- 2016 Archiv – 80 Jahre Bündner Kunst, Kunstmuseum Graubünden
- 2017 Wer ist Wo, Villa Renata, Basel
- 2017 Blumen im Haus ersparen den Psychiater, Westwerk, Hamburg (D)
- 2017 Raumfahrt, Museum Langmatt, Baden
- 2017 Experimentierfeld Tokio (JP)
- 2017 The Museum of the Unwanted, Waldhaus Dolder, Zürich
- 2018 Performancefotografie, Liste mit PANCH, Liste Art Fair, Basel
- 2018: Blumen im Haus eines spanischen Psychiaters, Amerbachstudios, Basel[19]
- 2018: HOWS, Villa Renata, Basel[20]
- 2019: Jahresausstellung der Bündner Künstler und Künstlerinnen, Bündner Kunstmuseum (seit 2008)
- 2019: Blumen am Rand eines alten Kraters, Atelierhaus Wiesenstrasse, Berlin
- 2019: i – Hood, Kunsthaus Baselland
- 2020: Jahresausstellung der Bündner Kunstschaffenden, Chur
- 2020: Cari Art Safari, Cari (TI)
- 2020: Reisen als Zeichnen in der Zeit, Allgemeiner Konsumverein Braunschweig (D)[21]
- 2021: Echo, ://ppth, Luzern
- 2021: Crash of Temporalities, Art Trace, Tokyo (JP)[22]
- 2021/2022: Jahresausstellung der Bündner Künstler*innen, Bündner Kunstmuseum, Chur
- 2022: Im Vorderberg, Oberwil (BL)
- 2023: Das Gefüge, Kaskadenkondensator Basel[23]
- 2024: Schattenspiel, Bündner Kunstmuseum, Chur[24]

## Performances
- 2011: Der Dritte Raum, KASKO Basel, in Zusammenarbeit mit Alexandra Meyer
- 2012: Surb und Tal, Surbtal Aargau, in Zusammenarbeit mit Alexandra Meyer
- 2012: Young at Art, Zürich, in Zusammenarbeit mit Alexandra Meyer
- 2013: Oxyd, Winterthur, in Zusammenarbeit mit Alexandra Meyer
- 2013: Jahresausstellung der Bündener Künstler und Künstlerinnen, Chur, in Zusammenarbeit mit Alexandra Meyer
- 2013: Jeune Art Suisse, Le Commun - BAC Genève, in Zusammenarbeit mit Alexandra Meyer
- 2014: Sospeso, Schwarzwaldallee, Basel, in Zusammenarbeit mit Alexandra Meyer
- 2014: Das Ohr an der Tür, Ausstellungsraum Klingental, Basel, in Zusammenarbeit mit Alexandra Meyer
- 2014: Regionale 15, Aubette, Strassburg (F), in Zusammenarbeit mit Alexandra Meyer
- 2015: knoerle&baettig contemporary, Winterthur, in Zusammenarbeit mit Alexandra Meyer
- 2019: Eile mit Weile, AKKU, Emmenbrücke, in Zusammenarbeit mit Alexandra Meyer
- 2019 Let's Sing Arbeiterin* – eine diskursive Revue mit Les Reines Prochaines & Freundinnen* zum 30-jährigen Bestehen, Basel, Zürich, Bern, Berlin[25][26][27][28], Les Reines Prochaines and friends sind Lucas Acton, Sibylle Aeberli, Michèle Fuchs, Sibylle Hauert, David Kerman, Chris Regn, Marcel Schwald, Dorothea Schürch, Kaserne Basel, Theaterhaus Gessnerallee Zürich, Tojo Theater Bern
- 2020: Alte Tiere hochgestapelt,[29][30][31] Les Reines Prochaines and friends, Oper[32], Theater Basel[33]

## Publikationen und Texte
- 2012: Kunst Graubünden und Liechtenstein, Ausgabe 5
- 2012: Gegenwärtig Abwesend, L6, Freiburg i. B.
- 2013: Vordemberge-Gildewart Stipendium 2013, Vaduz
- 2013: Katalog: Chris Hunter, Works, Galerie editionZ, Chur
- 2017: KAP, Kopierschrift zur Ausstellung im Westwerk in Hamburg, Blumen Im Haus ersparen den Psychiater
- 2018: Chris Hunter, Kunst in der Südostschweiz[7]
- 2019: Was mag Chris Hunter, Zine in Zusammenarbeit mit Chris Regn

## Diskografie
2021: Let's sing Arbeiterin*! (CD)